# John E. Thomas
John E. Thomas ist ein US-amerikanischer Experimentalphysiker.
Thomas studierte Physik am Massachusetts Institute of Technology mit dem Bachelor-Abschluss 1973 und der Promotion 1979. Ab 1986 war er an der Duke University, an der er 2004 Fritz London Distinguished Professor wurde. Ab 2011 war er an der North Carolina State University, wo er John S. Risley Distinguished Professor ist.
Er befasst sich mit ultrakalten atomaren Gasen und seiner Gruppe gelang 2002 die erste Beobachtung eines stark wechselwirkenden Fermigases. Das sogenannte unitäre Fermigas besteht aus ultrakalten Atomen mit up- und down-Spin. Damit können verschiedene Systeme in der Natur modelliert werden wie Elektronenpaare in Hochtemperatursupraleitern, Neutronenmaterie in Neutronensternen und das fast perfekte hydrodynamische Verhalten von Quark-Gluon-Plasmen. In jüngster Zeit (2022) befasste er sich mit wechselwirkenden Fermigasen eingeschränkten Geometrien, Quantenhydrodynamik, optische Kontrolle von Wechselwirkungen und Spin-Energie-Korrelationen und Quantenverschränkung.
Thomas entwickelte Quantenresonanz-Bildgebungsmethoden für Atome, Methoden zur Messung der Wignerfunktion klassischer optischer Felder in der Biomedizin und stabile optische Fallen und optische Kühlungsmethoden.
1990 bis 1993 erhielt er einen Precision Measurement Grant des National Institute of Standards and Technology (NIST). 2011 erhielt er den Jesse W. Beams Award. 2018 erhielt er den Davisson-Germer-Preis für seine herausragenden Beiträge zur Untersuchung unitärer Fermigase, von ihrer experimentellen Realisation bis zur Messung der Dynamik ihrer kollektiven Anregungen, universaler thermodynamischer Relationen und Quantentransportkoeffizienten  (Laudatio). Er ist Fellow der American Physical Society und Mitglied der American Association for the Advancement of Science.

## Schriften (Auswahl)
- mit D. J. Heinzen, J. J. Childs, M. S. Feld: Enhanced and inhibited visible spontaneous emission by atoms in a confocal resonator, Phys. Rev. Let., Band 58, 1987, S. 1320
- mit T. A. Savard, K. M. O’Hara: Laser-noise-induced heating in far-off resonance optical traps, Phys. Rev. A, Band 56, 1997, S. R1095
- mit K. M. O’Hara, S. L. Hemmer, M. E. Gehm, S. R. Granade: Observation of a Strongly-Interacting Degenerate Fermi Gas of Atoms, Science, Band 298, 2002, S. 2179–2182, Arxiv
- mit S. R. Granade, M. E. Gehm, K. M. O’Hara: All-optical production of a degenerate Fermi gas, Phys. Rev. Lett., Band 88, 2002, S. 120405
- mit J. Kinast, S. L. Hemmer, M. E. Gehm, A. Turlapov: Evidence for superfluidity in a resonantly interacting Fermi gas, Phys. Rev. Lett., Band 92, 2004, S. 150402
- mit J. Kinast,  A. Turlapov, Qijin Chen, Jelena Stajic, K. Levin: Heat capacity of a strongly interacting Fermi gas, Science, Band 307, 2005, S.  1296–1299, Arxiv